# Asher Grunis

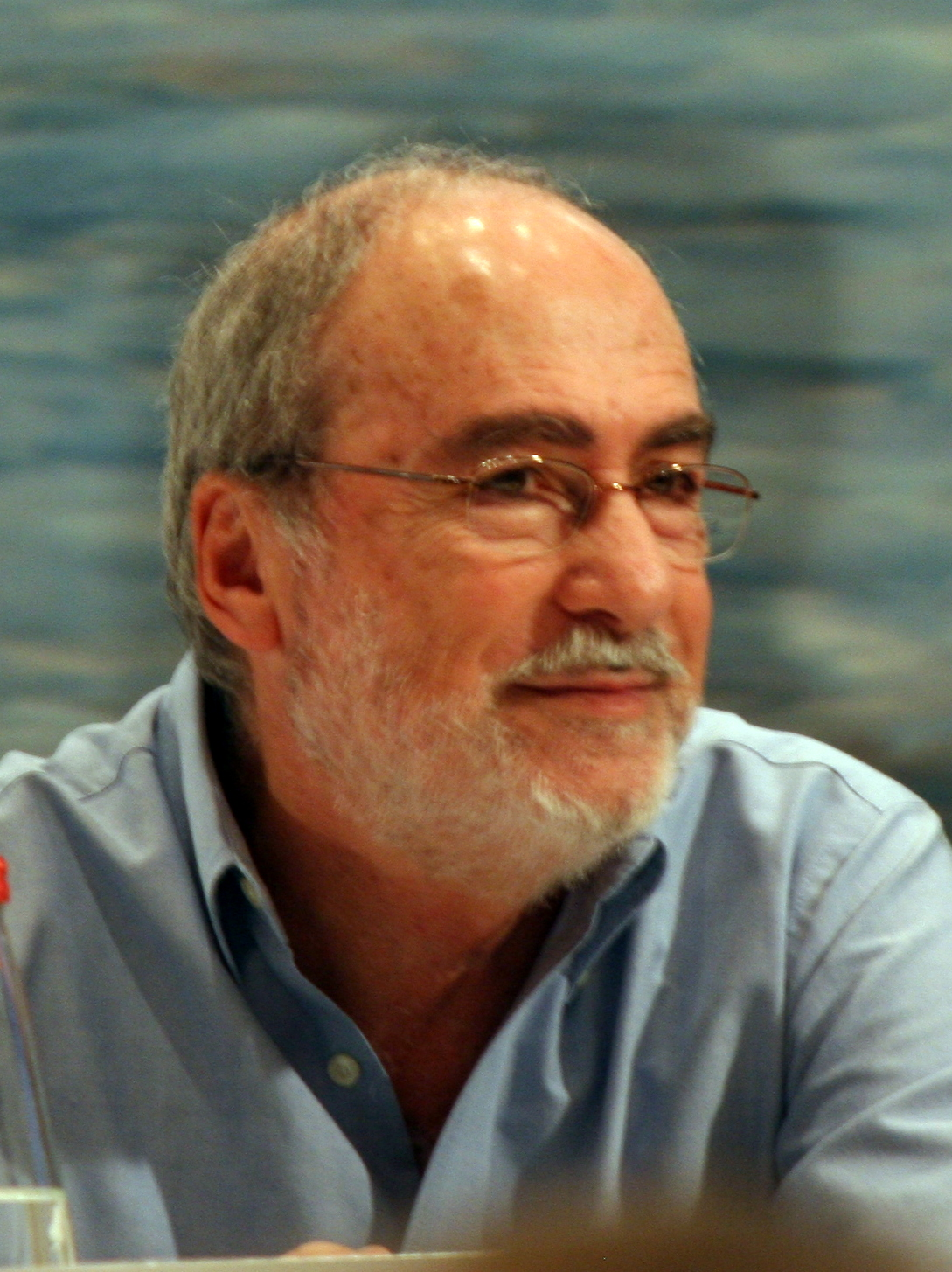
Asher Grunis (2012)

Asher Dan Grunis, hebräisch אשר גרוניס (* 17. Januar 1945 in Tel Aviv) ist ein israelischer Jurist. Er war von 2012 bis 2015 der Vorsitzende Richter und Präsident des Obersten Gerichts Israels.

## Leben
Grunis diente von 1962 bis 1965 in der israelischen Armee. Im Jahre 1968 machte er seinen Bachelor of Laws an der Hebräischen Universität Jerusalem und wurde 1969 in die israelische Rechtsanwaltskammer aufgenommen. Den Master of Laws erwarb er 1972 an der University of Virginia. Seine Promotion folgte an der Osgoode Hall Law School der York University in Kanada.
Seit 2003 ist Grunis Richter am Obersten Gericht in Israel. Am 28. Februar 2012 wurde er als Nachfolger von Dorit Beinisch zum Präsidenten des Gerichtshofs ernannt. Anfang 2015 endete seine Amtszeit als Richter und Präsident des Gerichtshofs. Seine Nachfolgerin ist Miriam Naor.